# Alegeri prezidențiale în Statele Unite ale Americii, 1864
Alegeri prezidențiale în Statele Unite ale Americii din anul 1864 au avut loc în penultimul an al Războiului Civil American (1861 - 1865).
Președintele în exercițiu al Uniunii, Abraham Lincoln a fost reales ca președinte. Lincoln a candidat sub egida Partidului Uniunii Naționale (conform, National Union Party) împotriva generalului celui mai înalt în grad al Uniunii din timpul Războiului Civil American, candidatul Partidului Democrat, George B. McClellan. Deși McClellan a fost un candidat care a folosit platforma "de pace" a partidului său, el nu a crezut în platforma partidului care l-a propulsat.
Alegerile având loc în timpul Războiului Civil, numai voturile din Statele Uniunii au contat. Totuși alegerile au fost organizate și în statele Louisiana și Tennessee, dând de asemenea câștig de cauză președintelui Lincoln în ambele state. 
Republicani loiali lui Lincoln, situându-se în opoziție cu un grup de republicani dezidenți, care l-au nominalizat pe John C. Frémont, s-au alăturat unui număr de democrați partizani ai Uniunii, numiți War Democrats, pentru a forma Partidului Uniunii Naționale. Partidul nou format, National Union Party, fusese anume creat pentru a indica clar îndepărtarea de drumul urmat de dizidenții republicani (care creaseră Partidul Radical Republican, conform Radical Republican Party) și, în același timp, pentru a acomoda democrații care părăsiseră propriul lor partid întrucât erau în favoarea războiului civil, îndreptat împotriva Sudului sclavagist și secesionist.

## Nominalizări

### Nominalizările Partidului Democrat (Democratic Party)
Candidații Partidului Democrat (Democratic Party)
- George B. McClellan, general al Union Army din statul  New Jersey
- Thomas H. Seymour, fost membru al Camerei Reprezentanților Statelor Unite din statul  Connecticut
- Horatio Seymour, guvernatorul statului  New York

#### Galeria catindaților

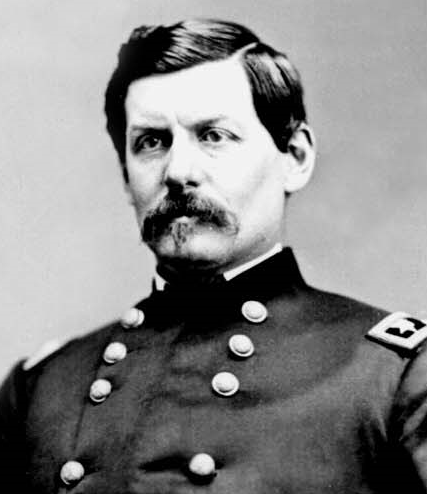
Generalul George B. McClellan din statul New Jersey
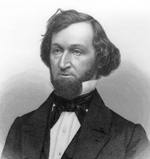
Fostul Congressman Thomas H. Seymour din Connecticut
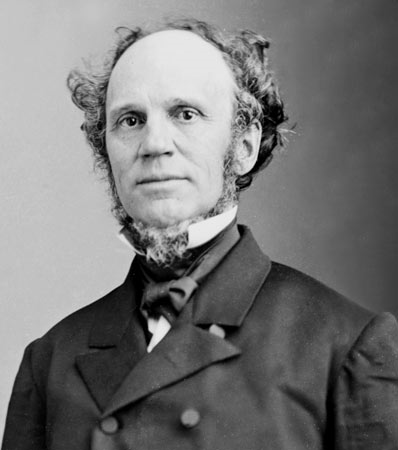
Governatorul Horatio Seymour din New York

### Partidul Radical Republican (Radical Republican Party)
Candidatul Partidului Radical Republican (fracțiune dizidentă a Partidului Republican)
- John C. Fremont, fost senator al Senatului Statelor Unite din statul California

#### Galeria candidaților

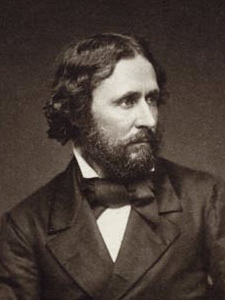
Fostul senator John C. Frémont din California

### Partidului Uniunii Naționale (National Union Party)
Candidatul Partidului Uniunii Naționale (majoritatea Partidului Republican la care s-a adăugat o fracțiune importantă democraților, cunoscuți sub denominarea colectivă de [The] War Democrats)
- Abraham Lincoln, atunci actualul Președinte al Statelor Unite ale Americii din statul Illinois

#### Galeria candidaților

Președintele Abraham Lincoln din Illinois

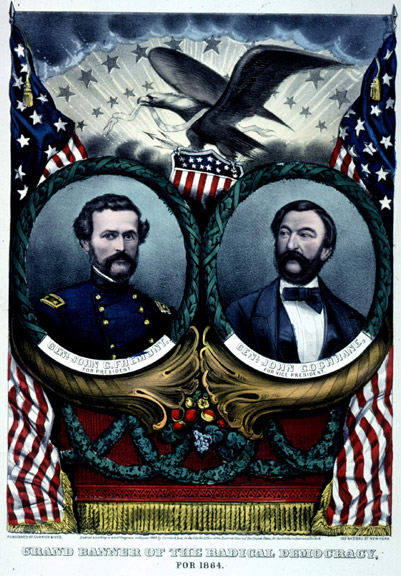
Poster al campaniei electorale Frémont / Cochrane